# جولیا کارپنتر
جولیا کارپنتر (به انگلیسی: Julia Carpenter) یک شخصیت خیالی ابرقهرمان در کتاب‌های کامیک آمریکایی منتشر شده توسط مارول کامیکس است. این شخصیت توسط جیم شوتر و مایک زک خلق شده است؛ که برای اولین بار حضوری افتخاری در شمارهٔ ۶ از سری کتاب کامیک جنگ‌های مخفی (اکتبر ۱۹۸۴) داشت. جولیا کارپنتر به عنوان دومین زن عنکبوتی، بعدها آراخنهٔ دوم و سپس دومین مادام وب شناخته می‌شود.
یک گروه مخفی دولتی تحت نام کمیسیون تصمیم گرفتند ابرقهرمان خود را ایجاد کنند. والری کوپر دوست دوران دانشگاه جولیا کارپنتر، او را در زادگاهش شهر دنور ملاقات کرد و او را متقاعد می‌کند بخشی از یک «بررسی ورزشی» شود، غافل از اینکه او تنها یک سوژه در آزمایش‌های آن‌ها بود. در طول آزمایش به‌طور اتفاقی به جولیا ترکیبی از سم عنکبوت و عصاره گیاهان بیگانه تزریق شد که به او قدرت‌هایی مشابه با مرد عنکبوتی داد.
این شخصیت در دنیای مرد عنکبوتی سونی و در فیلم مادام وب (۲۰۲۴) با نقش‌آفرینی سیدنی سوئینی حضور دارد.

## داستان و تاریخچه

### اوایل زندگی
جولیا کورنوال در لس آنجلس، کالیفرنیا به دنیا آمد و بزرگ شد. دختر والتر و الیزابت کورنوال. او با معشوق دانشگاهی اش لری کارپنتر آشنا شد و ازدواج کرد و با هم صاحب دختری به نام ریچل شدند، متأسفانه، اندکی پس از آنکه در روابط عمومی شغلی پیدا کرد، لری شروع به تقلب در جولیا کرد. پس از پنج سال ازدواج، آنها طلاق گرفتند و حضانت دخترشان به جولیا واگذار شد.
یک گروه دولتی مخفی به نام کمیسیون تصمیم گرفت ابرقهرمان خود را بسازد. وال کوپر دوست دانشگاه جولیا کارپنتر را در دنور ملاقات کرد و او را متقاعد کرد که در یک «مطالعه ورزشی» شرکت کند. او ناخودآگاه در آزمایشات آنها یک سوژه آزمایشی بود. در طول آزمایش، آنها «به طور تصادفی» ترکیبی از سم عنکبوت و عصاره گیاهان عجیب و غریب را به جولیا تزریق کردند که به جولیا قدرت‌هایی بسیار شبیه به مرد عنکبوتی داد، مدت زیادی بعد از اینکه به او هویت زن عنکبوتی داده شد، به اولین جنگ مخفی کشیده شد، جولیا پس از بازگشت به زمین، به نیروی آزادی پیوست، اما مانند سلف خود، خود را در سمت اشتباه قانون دید، وقتی به انتقام جویان کمک کرد تا از خرک فرار کنند، تیم را ترک کرد.